# Benedettine della Regina degli Apostoli
Le benedettine della Regina degli Apostoli (in latino Congregatio Reginae Apostolorum) sono una congregazione monastica di diritto pontificio affiliata alla congregazione benedettina dell'Annunziata.

## Storia
La congregazione fu fondata nel 1921 da Théodore Nève, abate benedettino di Sint Andries, della congregazione belga dell'Annunziata. Gustave Joseph Waffelaert, vescovo di Bruges, concesse l'approvazione diocesana all'istituto il 3 maggio 1921.
Paola Blomme, la prima priora generale della congregazione, riunì le prime compagne in un castello nei pressi dell'abbazia di Sint Andries: il priorato prese il nome di Onze-Lieve-Vrouw van Bethanië.
Le benedettine della Regina degli Apostoli ottennero il pontificio decreto di lode il 25 novembre 1946.

## Attività e diffusione
Il fine della congregazione è l'installazione della vita monastica in terra di missione.
I priorati e le loro dipendenze sono in Angola, Belgio, Brasile, Ciad, Repubblica del Congo, Repubblica Democratica del Congo, Palestina e Portogallo.
La congregazione conta 140 religiose in 14 tra monasteri sui iuris e filiali.